# L'allegro cantante (film 1939)
L'allegro cantante (Das Abenteuer geht weiter) è un film del 1939, diretto da Carmine Gallone.

## Produzione
Il film fu prodotto dalla Bavaria Film.

## Distribuzione
In Germania, distribuito dalla Bavaria-Filmkunst Verleih , fu presentato ad Amburgo il 24 febbraio 1939.
Nel 1943, distribuito in Italia dalla I.C.I., ebbe il visto di censura 31857
.